# World Series of Poker

Johnny Moss, Becky Binion i Puggy Pearson w World Series of Poker 1974

World Series of Poker – najbardziej prestiżowy cykl turniejów pokerowych na świecie. WSOP Main Event (z ang. dosłownie "Główne wydarzenie") uznawany jest za nieoficjalne mistrzostwa świata w pokerze.

## Początki
World Series of Poker po raz pierwszy zorganizował Tom Moore w 1969 w Holiday Hotel and Casino w Reno. Wygrał Crandell Addington, który później znalazł się jeszcze osiem razy w pierwszej dziesiątce Main Event, co pozostaje rekordem do 2007 roku.
W rozwoju WSOP dużą rolę odegrała rodzina Bionionów. Ale rozgrywanie turniejów pokerowych na dużą skalę nie byłoby w ogóle możliwe bez ogólnej poprawy metod walki z pokerowymi oszustami.
W 1970 roku rozegrano serię gier ringowych (cash game, ring game) w różnych odmianach pokera, a zwycięzcę wyłoniono przez głosowanie. Od 1971 do dziś Main Event jest turniejem typu freezeout w grze Texas Hold’em.

## Rozwój
W kolejnych latach WSOP rozszerzało swój program, by w 2006 roku osiągnąć liczbę 45 turniejów rozgrywanych w większości pokerowych wariantów. Zwycięzca każdego turnieju (ang. event – wydarzenie) otrzymuje złotą bransoletę i wygraną pieniężną, którą tradycyjnie otrzymuje w gotówce.
Do 2006 roku rekord 10 zdobytych bransolet należał do trzech graczy – Doyle’a Brunsona, Johnny Chana i Phila Hellmutha. W 2007 roku Phil Hellmuth zdobył swoją 11. bransoletę w karierze, dzięki czemu jest teraz samodzielnym rekordzistą tych zawodów, aktualnie posiada rekordowe 14 bransolet.
Liczba uczestników turnieju rośnie z roku na rok. Początek XXI wieku to eksplozja zainteresowania. W roku 2000 było 4 780 uczestników, w 2005 – 23000. W Main Event w 2003 roku wzięło udział 839 graczy, a w 2006 – 8 773. Taki wzrost zainteresowania tłumaczy się popularnością telewizyjnych relacji i internetowym boomem na pokera.
Jak we wszystkich turniejach pokerowych, kasyno pobiera od 6 do 10 procent opłaty za wejście. Reszta tworzy pulę nagród. Dlatego im więcej graczy, tym większa wygrana. W 2005 roku 52 818 610 dolarów puli wygranych w Main Event zostało podzielone na 560 graczy, a zwycięzca Joe Hachem zainkasował 7,5 miliona. W 2020 ze względu na pandemię Covid-19 festiwal World Series of Poker został przeniesiony do sieci (na platformę GGPoker). Podczas rekordowej serii turniejów online przyznano 54 złote bransoletki WSOP oraz wyłoniono zwycięzcę Main Eventu 2020. Łącznie rozdano blisko $150 milionów podczas WSOP Online Series 2020. Main Event WSOP 2020 został rozegrany po raz pierwszy w historii w formie hybrydowej (kwalifikacje online, finałowy stół na żywo). Reprezentant Argentyny Damian Salas pokonał Josepha Heberta w finałowym heads-upie Main Eventu i w nagrodę otrzymał $1 mln, złotą bransoletkę oraz tytuł mistrza WSOP Main Event.

## Zwycięzcy

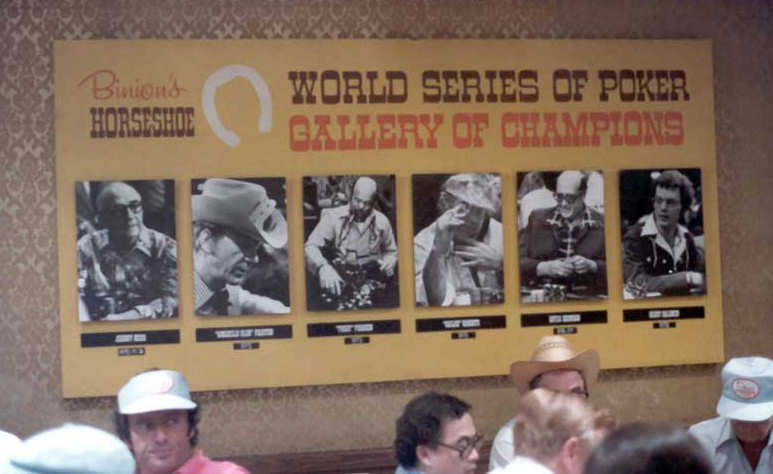
Galeria zwycięzców w 1979

Poniższa tabela przedstawia listę zwycięzców WSOP Main Event wraz z krótką informacją na temat turniejów z poszczególnych lat:
| Rok  | Zwycięzca / Zwycięska ręka         | Nagroda    | Liczba uczestników | II miejsce / Przegrywająca ręka |
| ---- | ---------------------------------- | ---------- | ------------------ | ------------------------------- |
| 1970 | Johnny Moss                        | b/d        | 7                  | b/d                             |
| 1971 | Johnny Moss                        | 30,000     | 6                  | Walter "Puggy" Pearson          |
| 1972 | Thomas "Amarillo Slim" Preston K J | 80,000     | 8                  | Walter "Puggy" Pearson          |
| 1973 | Walter "Puggy" Pearson A♠ 7♠       | 130,000    | 13                 | Johnny Moss K♥ J♠               |
| 1974 | Johnny Moss                        | 160,000    | 16                 | Crandall Addington              |
| 1975 | Brian "Sailor" Roberts 9♠ 9♥       | 210,000    | 21                 | Bob Hooks A♣ K♦                 |
| 1976 | Doyle Brunson 10♠ 2♠               | 220,000    | 22                 | Jesse Alto A♠ J♦                |
| 1977 | Doyle Brunson 10♠ 2♥               | 340,000    | 34                 | Gary Berland 8♥ 5♣              |
| 1978 | Bobby Baldwin Q♦ Q♣                | 210,000    | 42                 | Crandall Addington 9♦ 9♣        |
| 1979 | Hal Fowler 7♠ 6♦                   | 270,000    | 54                 | Bobby Hoff A♣ A♥                |
| 1980 | Stu Ungar 5♠ 4♠                    | 385,000    | 73                 | Doyle Brunson A♥ 7♠             |
| 1981 | Stu Ungar A♥ Q♥                    | 375,000    | 75                 | Perry Green 10♠ 9♦              |
| 1982 | Jack Straus A♥ 10♠                 | 520,000    | 104                | Dewey Tomko A♦ 4♦               |
| 1983 | Tom McEvoy Q♦ Q♠                   | 540,000    | 108                | Rod Peate K♦ J♦                 |
| 1984 | Jack Keller 10♥ 10♠                | 660,000    | 132                | Byron Wolford 6♥ 4♥             |
| 1985 | Bill Smith 3♠ 3♥                   | 700,000    | 140                | T. J. Cloutier A♦ 3♣            |
| 1986 | Berry Johnston A♠ 10♥              | 570,000    | 141                | Mike Harthcock A♦ 8♦            |
| 1987 | Johnny Chan A♠ 9♣                  | 625,000    | 152                | Frank Henderson 4♦ 4♣           |
| 1988 | Johnny Chan J♣ 9♣                  | 700,000    | 167                | Erik Seidel Q♣ 7♥               |
| 1989 | Phil Hellmuth Jr 9♠ 9♣             | 755,000    | 178                | Johnny Chan A♠ 7♠               |
| 1990 | Mansour Matloubi 6♥ 6♠             | 895,000    | 194                | Hans Lund 4♦ 4♣                 |
| 1991 | Brad Daugherty K♠ J♠               | 1,000,000  | 215                | Don Holt 7♥ 3♥                  |
| 1992 | Hamid Dastmalchi 8♥ 4♣             | 1,000,000  | 201                | Tom Jacobs J♦ 7♠                |
| 1993 | Jim Bechtel J♣ 6♥                  | 1,000,000  | 220                | Glenn Cozen 7♠ 4♦               |
| 1994 | Russ Hamilton K♠ 8♥                | 1,000,000  | 268                | Hugh Vincent 8♣ 5♥              |
| 1995 | Dan Harrington 9♦ 8♦               | 1,000,000  | 273                | Howard Goldfarb A♥ 7♣           |
| 1996 | Huck Seed 9♦ 8♦                    | 1,000,000  | 295                | Bruce Van Horn K♣ 8♣            |
| 1997 | Stu Ungar A♥ 4♣                    | 1,000,000  | 312                | John Strzemp A♠ 8♣              |
| 1998 | Scotty Nguyen J♦ 9♣                | 1,000,000  | 350                | Kevin McBride Q♥ 10♥            |
| 1999 | Noel Furlong 5♣ 5♦                 | 1,000,000  | 393                | Alan Goehring 6♥ 6♣             |
| 2000 | Chris Ferguson A♠ 9♣               | 1,500,000  | 512                | T. J. Cloutier A♦ Q♣            |
| 2001 | Juan Carlos Mortensen K♣ Q♣        | 1,500,000  | 613                | Dewey Tomko A♠ A♥               |
| 2002 | Robert Varkonyi Q♦ 10♠             | 2,000,000  | 631                | Julian Gardner J♣ 8♣            |
| 2003 | Chris Moneymaker 5♦ 4♠             | 2,500,000  | 839                | Sam Farha J♥ 10♦                |
| 2004 | Greg Raymer 8♠ 8♦                  | 5,000,000  | 2,576              | David Williams A♥ 4♠            |
| 2005 | Joe Hachem 7♣ 3♠                   | 7,500,000  | 5,619              | Steve Dannenmann A♦ 3♣          |
| 2006 | Jamie Gold Q♠ 9♣                   | 12,000,000 | 8,773              | Paul Wasicka 10♥ 10♠            |
| 2007 | Jerry Yang 8♦ 8♣                   | 8,250,000  | 6,358              | Tuan Lam A♦ Q♦                  |
| 2008 | Peter Eastgate A♦ 5♠               | 9,152,416  | 6,844              | Ivan Demidov 4♥ 2♥              |
| 2009 | Joseph Cada 9♦9♣                   | 8,574,649  | 6,494              | Darvin Moon Q♦J♦                |
| 2010 | Jonathan Duhamel A♠ J♥             | 8,944,310  | 7,319              | John Racener K♦ 8♦              |
| 2011 | Pius Heinz A♠ K♣                   | 8,715,638  | 6,865              | Martin Staszko 10♣ 7♣           |
| 2012 | Greg Merson K♦ 5♦                  | 8,531,853  | 6,598              | Jesse Sylvia Q♠ J♠              |
| 2013 | Ryan Riess A♥ K♥                   | 8,361,570  | 6,352              | Jay Farber Q♠ 5♠                |
| 2014 | Martin Jacobson 10♥ 10♦            | 10,000,000 | 6,683              | Felix Stephensen A♥ 9♥          |
| 2015 | Joe McKeehen A♥ 10♦                | 7,683,346  | 6,420              | Joshua Beckley 4♣ 4♦            |
| 2016 | Qui Nguyen K♣ 10♣                  | 8,005,310  | 6,737              | Gordon Vayo J♠ 10♣              |
| 2017 | Scott Blumstein                    | 8,150,000  | 7,221              | Dan Ott                         |
| 2018 | John Cynn                          | 8,800,000  | 7,874              | Tony Miles                      |
| 2019 | Hossein Ensan                      | 10,000,000 | 8,569              | Dario Sammartino                |
| 2020 | Damian Salas                       | 2,550,969  | 1,379              | Joseph Hebert                   |
| 2021 | Koray Aldemir                      | 8,000,000  | 6,650              | George Holmes                   |
| 2022 | Espen Jørstad                      | 10,000,000 | 8,663              | Adrian Attenborough             |
| 2023 | Daniel Weinman                     | 12,100,000 | 10,043             | Steven Jones                    |
| 2024 | Jonathan Tamayo                    | 10,000,000 | 10,112             | Jordan Griff                    |
| 2025 | Michael Mizrachi                   | 10,000,000 | 9,735              | John Wasnock                    |

## Marketing
World Series of Poker (WSOP) ma sponsorów korporacyjnych oraz licencjonowane produkty, które płacą za prawo do używania logo WSOP i promocji podczas swoich wydarzeń. Poza kasynem-gospodarzem i stacją ESPN, główni sponsorzy to m.in. Jack Link's Beef Jerky, piwo "Milwaukee's Best" (Miller Brewing), napój SoBe Adrenaline Rush (Pepsi), antyperspirant Degree (Helene Curtis), karty Bicycle Pro Cards, magazyn "Bluff", lek Levitra (GlaxoSmithKline/Bayer) oraz firma Hershey.
Wśród licencjobiorców są m.in. Glu Mobile i Activision (gry na platformy: GameCube, Xbox, PlayStation 2, PC, z postaciami jak Chris Ferguson). Licencjonowane produkty obejmują także zestawy żetonów, karty, gry przenośne i odzież. Oficjalne karty dostarcza Copag Cards, a żetony produkuje Excalibur Electronics z Miami — główny licencjobiorca od 2005 roku.

### Wydania DVD
W 2003 i 2004 roku stacja ESPN wydała zestawy DVD z relacjami z głównego turnieju WSOP.

### Gry wideo
W 2005 roku ukazała się gra "World Series of Poker" na kilka konsol i PC. Kontynuacje to "Tournament of Champions" (2006) i "Battle for the Bracelets" (2007). Automaty WSOP do videopokera dostępne są w wybranych kasynach Harrah's; zawierają one tryb bonusowy gry w zmodyfikowaną wersję Texas Hold'em.

### WSOP Poker Academy
Od 2007 roku Harrah's prowadzi WSOP Poker Academy — szkołę pokera uczącą, jak zdobyć bransoletkę WSOP. Wśród instruktorów znaleźli się m.in. Annie Duke, Phil Hellmuth, Greg Raymer, Scott Fischman, Mark Kroon, Mark Seif, Alex Outhred i były agent FBI Joe Navarro. Pierwsze zajęcia odbyły się w Tunice (Missisipi), Indianie i Las Vegas.

### WSOP online
We wrześniu 2009 Harrah's zawarła umowę z Dragonfish (888 Holdings) na usługi hazardu online. Oferta ruszyła w Wielkiej Brytanii jeszcze w tym roku, umożliwiając grę na prawdziwe pieniądze. W USA poker online za pieniądze jest legalny tylko w Delaware, Nevada i New Jersey.